# Єллов-Блафф
Єллов-Блафф (англ. Yellow Bluff) — місто (англ. town) в США, у окрузі Вілкокс штату Алабама. Населення — 208 осіб (2020).

## Географія
Єллов-Блафф розташований за координатами 31°57′44″ пн. ш. 87°28′51″ зх. д. / 31.96222° пн. ш. 87.48083° зх. д. (31.962139, -87.480720).  За даними Бюро перепису населення США в 2010 році місто мало площу 1,20 км², уся площа — суходіл.

## Демографія
Згідно з переписом 2010 року, у місті мешкало 188 осіб у 65 домогосподарствах у складі 47 родин. Густота населення становила 157 осіб/км².  Було 73 помешкання (61/км²).
Расовий склад населення:
| - 99,5 % — чорних або афроамериканців - 0,5 % — білих |

До двох чи більше рас належало 0,0 %. Частка іспаномовних становила 0,0 % від усіх жителів.
За віковим діапазоном населення розподілялося таким чином: 35,1 % — особи молодші 18 років, 55,3 % — особи у віці 18—64 років, 9,6 % — особи у віці 65 років та старші. Медіана віку мешканця становила 33,3 року. На 100 осіб жіночої статі у місті припадало 86,1 чоловіків;  на 100 жінок у віці від 18 років та старших — 74,3 чоловіків також старших 18 років.
За межею бідності перебувало 44,1 % осіб, у тому числі 78,0 % дітей у віці до 18 років та 13,6 % осіб у віці 65 років та старших.
Цивільне працевлаштоване населення становило 29 осіб. Основні галузі зайнятості: освіта, охорона здоров'я та соціальна допомога — 44,8 %, науковці, спеціалісти, менеджери — 20,7 %, публічна адміністрація — 10,3 %, транспорт — 6,9 %.